# EKS Kattowitz
EKS Katowice (niem. Erster Kattowitzer Schwimmverein; Pierwszy Katowicki Klub Pływacki) − nieistniejący już klub sportowy z Katowic.

## Historia
Klub powstał w 1912 roku. Działał przynajmniej do wybuchu II wojny światowej, ale najprawdopodobniej do końca okupacji niemieckiej w tym mieście (do stycznia 1945 r.)

## Sekcje sportowe
- pływanie
- Piłka wodna
- Skoki do wody

## Sukcesy
- 67 tytułów Mistrza Polski, w tym:
  - 59 w pływaniu
  - 5 w piłce wodnej
  - 3 w skokach do wody
- 28 rekordów Polski

Jedną z rekordzistek Polski tego Klubu była ...?... Bollówna, która zdobyła ten tytuł na Pływackich Mistrzostwach Polski w Łodzi w marcu 1938 roku. Na tych samych zawodach, ale bez większego sukcesu, ...?... Haniżanka.